# Caratina
Caratina (Karatina) é uma cidade do Quênia situada na antiga província Central, no condado de Nieri. De acordo com o censo de 2019, havia 23 552 habitantes.